# Monte Horebe
Monte Horebe é um município brasileiro do estado da Paraíba, localizado na Região Geográfica Imediata de Cajazeiras.

## Geografia
De acordo com o IBGE (Instituto Brasileiro de Geografia e Estatística), no ano de 2006 sua população era estimada em 4.156 habitantes. Área territorial de 116 km².
O município está incluído na área geográfica de abrangência do semiárido brasileiro, definida pelo Ministério da Integração Nacional em 2005. Esta delimitação tem como critérios o índice pluviométrico, o índice de aridez e o risco de seca.
| Dados climatológicos para Monte Horebe                                                                   | Dados climatológicos para Monte Horebe | Dados climatológicos para Monte Horebe | Dados climatológicos para Monte Horebe | Dados climatológicos para Monte Horebe | Dados climatológicos para Monte Horebe | Dados climatológicos para Monte Horebe | Dados climatológicos para Monte Horebe | Dados climatológicos para Monte Horebe | Dados climatológicos para Monte Horebe | Dados climatológicos para Monte Horebe | Dados climatológicos para Monte Horebe | Dados climatológicos para Monte Horebe | Dados climatológicos para Monte Horebe |
| Mês | Jan                                    | Fev                                    | Mar                                    | Abr                                    | Mai                                    | Jun                                    | Jul                                    | Ago                                    | Set                                    | Out                                    | Nov                                    | Dez                                    | Ano                                    |
| --- | -------------------------------------- | -------------------------------------- | -------------------------------------- | -------------------------------------- | -------------------------------------- | -------------------------------------- | -------------------------------------- | -------------------------------------- | -------------------------------------- | -------------------------------------- | -------------------------------------- | -------------------------------------- | -------------------------------------- |
| Temperatura máxima recorde (°C)                                                                          | 34,4                                   | 32,6                                   | 32,9                                   | 31,7                                   | 30,7                                   | 30,7                                   | 32,4                                   | 34,3                                   | 35,5                                   | 35,8                                   | 36,6                                   | 35,5                                   | 36,6                                   |
| Temperatura mínima recorde (°C)                                                                          | 19,1                                   | 18,3                                   | 18,6                                   | 18,9                                   | 16,3                                   | 16,3                                   | 15,1                                   | 15,8                                   | 16                                     | 17,4                                   | 18,5                                   | 19,1                                   | 15,1                                   |
| Precipitação (mm)                                                                                        | 128,4                                  | 168,3                                  | 216,1                                  | 157,3                                  | 69,2                                   | 29                                     | 15,6                                   | 5,2                                    | 5,5                                    | 15                                     | 24,7                                   | 51                                     | 885,1                                  |
| Fonte: AESA (recordes de temperatura: 07/07/2023-presente; precipitação: Atlas Pluviométrico da Paraíba) |                                        |                                        |                                        |                                        |                                        |                                        |                                        |                                        |                                        |                                        |                                        |                                        |                                        |